# سن-ژان پرس
آلکْسی لژه (به فرانسوی: Alexis Leger) با نام مستعار سن ژون پارسی (به فرانسوی: Saint-John Perse) یا سن لژه لژه، دیپلمات و شاعر برجسته فرانسوی بود.

## زندگی
او در ۳۱ مارسِ ۱۸۸۷ در جزیره گوادلوپ واقع در دریای کارائیب در آمریکای مرکزی به دنیا آمد و بعدها تصویر زادگاه و دریا را در آثار خود منعکس کرد. پدرش وکیل دعاوی بود که در یازده سالگی آلکسی درگذشت و خانواده او که پس از ویرانی املاک بر اثر زلزله به فقر دچار گشت، به فرانسه مهاجرت نمود.
آلکسی از آغاز جوانی، استعداد خود را در شعر نمایان ساخت. او در پاریس با نویسندگان و شاعران جوان در مجله‌ای ادبی همکاری کرد و هم‌زمان به تحصیل در دانشکده پزشکی پرداخت. چیزی نگذشت که به سیاست علاقه‌مند شد و به عضویت وزارت خارجه فرانسه درآمد. وی در وزارت خارجه به مشاغل مهم دست یافت، به ماموریت‌های خارج از کشور رفت و در مقام سفارت به کشورهای آسیایی مانند چین و ژاپن فرستاده شد. سن ژون پرس در این سفرها مطالعاتی در فلسفه ملل آسیایی انجام داد که به شعرش رنگ و طعمی از دیار دوردست بخشید.
نخستین اثر سن ژون پرس، مدایح نام داشت و پس از آن، منظومه آناباز را انتشار داد. آناباز منظومه‌ای است که با لحن سرودهای روحانی از عالم اسرار و عشق‌ها حکایت می‌کند، با این حال، این منظومه، سرودی دربارهٔ الوهیت نیست، بلکه دربارهٔ تجسس‌های عالم انسانی است و شادی آدمی را نشان می‌دهد که در میدان پهناور مشاهدات و تجربه‌های زندگی به پیروزی دست می‌یابد و باز قانع نمی‌شود. انتشار منظومه آناباز در محیط ادبی فرانسه تأثیر فراوانی بر جای نهاد و فصاحت بیان و عمق اندیشه آن، همه هنرمندان را شیفته ساخت.
وی در اوایل دهه ۱۹۴۰م دیوان تبعید، شعر باران‌ها، برف‌ها و سپس بادها را منتشر کرد که همگی چشم‌اندازی از سرگذشت بشری و دور نمایی طبیعی از زندگی بود در کلامی بسیار غنی و ترکیبی نامتعارف و صور ذهنی زیبا. در ادامه همین فعالیت‌های ادبی بود که سن ژون پرس در سال ۱۹۶۰م به دریافت جایزه ادبی نوبل نایل آمد. آثار او توجه عامه مردم را به خود جلب کرد و همگان را از فصاحت و عمقی که در آثار شاعرانه و تجربه‌های سفر سیاست مداری بزرگ وجود داشت، به شگفتی انداخت. سن ژون پرس اشعار خود را در سطرهای نامرتب و دراز و کوتاه می‌نوشت، چنان‌که گاه یک سطر از دو کلمه و گاه از یک بند تشکیل می‌شد همراه با وزنی روان و پرطنین. اشعار سن ژون پرس دارای صور ذهنی زیبا و غنی است و اضطراب‌های روحی را در برابر بحران‌هایی که بر معیارها و ارزش‌های عالم انسانی پدید آمده، نشان می‌دهد. این اشعار هم چنین تحت نفوذ سفرهای فراوان و ادراک شاعر از سرزمین‌های پهناور و دور دست قرار گرفته و با آنکه از دو مکتب سمبولیسم یا نمادگرایی و سوررآلیسم یا واقعیت برتر تأثیر پذیرفته، هیچ‌گاه از تغزل زیبای شخصی شاعر دور نشده‌است. بسیاری از آثار سن ژون پرس توسط شاعران نامدار به زبان‌های سوئدی و انگلیسی و آلمانی ترجمه شده‌است. سن ژون پرس در سال ۱۹۷۵ در ۸۸ سالگی درگذشت.